# Meadowbrook (Alabama)
Meadowbrook è un census-designated place (CDP) degli Stati Uniti d'America situato nella contea di Shelby dello stato dell'Alabama.